# Lato destro del cuore
Lato destro del cuore è un brano musicale della cantante italiana Laura Pausini. È il primo singolo che anticipa l'uscita dell'undicesimo album in studio Simili, trasmesso in radio dal 25 settembre 2015.

## Il brano
La canzone ha un significato importante con una scrittura poetica con dei richiami musicali che ricordano gli anni '60 della musica italiana ed è scritta da Biagio Antonacci.
La canzone viene adattata e tradotta in lingua spagnola da Laura Pausini con il titolo Lado derecho del corazón, inserita nell'album Similares ed estratta come primo singolo il 25 settembre 2015 in Spagna, in America Latina e negli Stati Uniti d'America.
Lato destro del cuore è una ballad intensa e profonda in cui la voce dell'artista inizia con un registro di note gravi e molto espressive per poi esplodere sicura e potente.

Riguardo alla collaborazione con Antonacci Laura Pausini ha dichiarato: 

Ha inoltre aggiunto: 
La data di uscita del nuovo singolo viene annunciata il 1º settembre 2015, il titolo e la cover il 7 settembre 2015, mentre il testo il 24 settembre 2015, entrambi sulla pagina Facebook dell'artista.

## Il video
Il videoclip (in lingua italiana e in lingua spagnola) è stato diretto dai registi Leandro Manuel Emede e Nicolò Cerioni e girato tra luglio e agosto 2015 tra Miami e Forlì (all'interno dell'ex stabilimento Eridania). Il video è ambientato su delle strade di una grande metropoli, dalla notte all'alba. Nella stanza dove si trova Laura Pausini una vernice bianca si riversa informe sulle pareti che la circondano. Sul finale Laura Pausini stringe la mano a Jacopo Carta, figlio del compagno Paolo e il lato sinistro del cuore disegnato sulla sua giacca viene completato dal lato destro impresso sulla giacca di Laura.
Il 25 settembre in contemporanea con l'uscita dei singoli vengono resi disponibili sul canale YouTube della Warner Music Italy i Making of the video in entrambe le lingue (italiana e spagnola); i primi 30 secondi del videoclip in lingua italiana vengono trasmessi in anteprima il 30 settembre 2015 in contemporanea sul TG1 di Rai 1 e sul TG5 di Canale 5; mentre i due videoclip completi vengono resi disponibili il 2 ottobre 2015 sempre sul canale YouTube della Warner Music Italy.

## Tracce
1. Lato destro del cuore
2. Lado derecho del corazón

## Pubblicazioni
Lato destro del cuore viene inserita in una versione Live (Medley video) nel DVD di Fatti sentire ancora/Hazte sentir más del 2018.

## Formazione
- Laura Pausini: voce
- Martin Jenkis: pianoforte
- David Rhodes: chitarra elettrica
- Paolo Carta: chitarra elettrica, chitarra acustica, basso, batteria aggiuntiva, programmazione
- Andrew Murphy: chitarra ritmica
- Charlie Jones: basso
- Robert Brian: batteria
- Davide Rossi: arrangiamenti, strumenti ad arco

## Nomination
Nel 2016 Lado derecho del corazón ottiene una nomination ai Latin Grammy Award nella categoria Miglior registrazione dell'anno.

## Classifiche
Il 25 settembre 2015 Lato destro del cuore, dopo pochissime ore dall'uscita, scala la classifica iTunes Store dei brani più scaricati, posizionandosi al primo posto. Lato destro del cuore esordisce al 3º posto della classifica FIMI dei singoli più venduti in Italia.
| Classifica (2015)       | Posizione massima |
| ----------------------- | ----------------- |
| Cile                    | 25                |
| Italia                  | 3                 |
| Spagna                  | 15                |
| Stati Uniti (latin pop) | 26                |

## Colonna sonora
Nel 2016 Lato destro del cuore viene utilizzata come colonna sonora della telenovela brasiliana Haja Coração.